# Gabriel Lucio Argüelles
Gabriel María Gregorio del Carmen Lucio Argüelles (* 1899 in Nautla im Bundesstaat Veracruz; † 1981) war ein mexikanischer Lehrer und Botschafter.

## Leben
Er übte den Beruf des Lehrers an verschiedenen Schulen aus und war 1927 Direktor der Escuela Normal Veracruzana. Argüelles verfasste eine Schulbuchreihe und redigierte mehrere Bücher zur Geschichte der Erziehung in Mexiko. Vom 9. August 1951 bis 16. Oktober 1956 war er Vertreter der mexikanischen Regierung bei der Organisation Amerikanischer Staaten (OAS). Zwischen dem 20. August 1959 und 27. Juli 1961 war er mexikanischer Botschafter in Bern, anschließend vom 6. Oktober 1961 bis 15. November 1964 in Moskau.
| Vorgänger                | Amt | Nachfolger                         |
| ------------------------ | --- | ---------------------------------- |
| Andrés Fenochio Figueroa | Vertreter der mexikanischen Regierung bei der Organisation Amerikanischer Staaten am 9. August 1951 ernannt, am 16. Oktober 1956 abgelöst | Armando Cuitlahuac Amador Sandoval |
| Jorge de la Vega Caso    | Mexikanischer Botschafter in Bern am 1. Juli 1959 ernannt, am 20. August 1959 akkreditiert, am 27. Juli 1961 abgereist                    | Pedro Cerisola Salcido             |
| Ernesto Madero Vázquez   | Mexikanischer Botschafter in Moskau am 27. Juli 1961 ernannt, am 6. Oktober 1961 akkreditiert, am 15. November 1964 abgereist             | José Ezequiel Iturriaga Sauco      |